# Diego Milito
Diego Alberto Milito (Bernal, 12 de junho de 1979) é um ex-futebolista argentino que atuava como centroavante. Atualmente é presidente do Racing, da Argentina, clube onde é ídolo.
Conhecido depois de brilhar com a camisa da Internazionale, onde foi fundamental na conquista da tríplice coroa na temporada 2009–10, Diego é o irmão mais velho de Gabriel Milito, treinador e ex-futebolista que atuava como zagueiro.
Recebeu o apelido de El Príncipe ("O Príncipe" em espanhol) por causa de sua semelhança física com o uruguaio Enzo Francescoli, que tinha o mesmo apelido.

## Carreira

### Racing
Iniciou a carreira no Racing, da Argentina, em 1999. Curiosamente, no mesmo período seu irmão Gabriel atuou justamente no arquirrival Independiente.

### Genoa e Zaragoza
Diego permaneceu no Racing até 2003, quando foi contratado pelo Genoa por 8 milhões de euros. Jogou uma temporada e meia no clube e foi o artilheiro da equipe nos dois Campeonatos Italianos que disputou.
Chamou a atenção do Zaragoza, que o contratou em 2005. Nas três temporadas em que atuou na Espanha, onde chegou a jogar ao lado do irmão Gabriel, foi mais uma vez o artilheiro da equipe, marcando mais de 50 gols em três edições da La Liga (Campeonato Espanhol).

### Retorno ao Genoa
Após não evitar o rebaixamento do Zaragoza na temporada 2007–08, o atacante acertou seu retorno para o Genoa.
Fez um excelente Campeonato Italiano na temporada 2008–09, sendo vice artilheiro da competição, com 24 gols, ao lado de Marco Di Vaio. Dado ao fato, Milito e seu companheiro de equipe Thiago Motta foram negociados com a Inter antes mesmo do término do campeonato.

### Internazionale

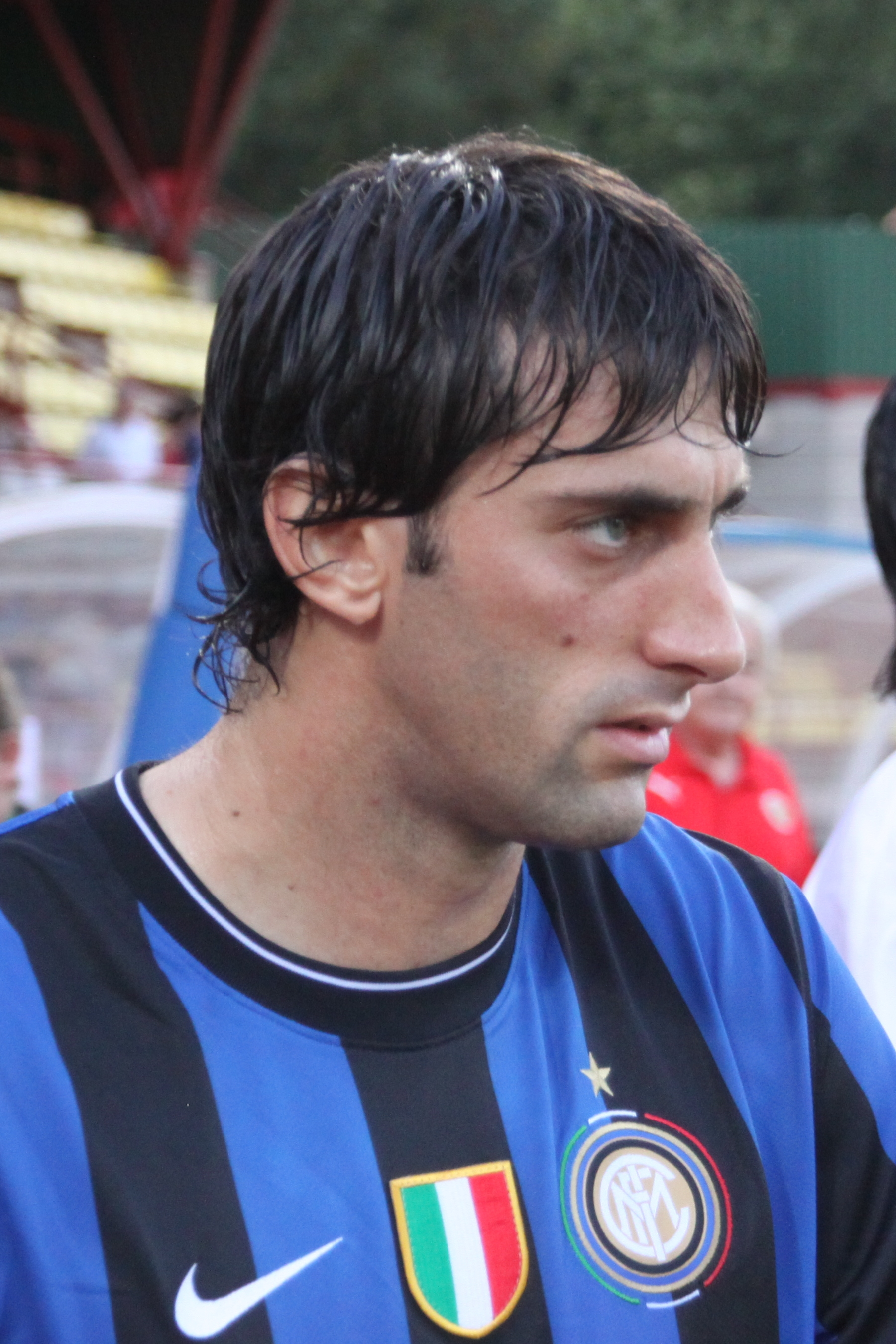
Milito na Internazionale em 2009

Foi anunciado oficialmente pela Internazionale no dia 29 de junho de 2009. Os Nerazzurri pagaram ao Genoa aproximadamente 16 milhões de euros e cederam 50% do passe do atacante Robert Acquafresca.
Logo na sua primeira temporada, cravou seu nome na história do clube conquistando a tríplice coroa (Campeonato Italiano, Copa da Itália e Liga dos Campeões da UEFA) sob o comando do português José Mourinho. Dos 100 gols da equipe, Milito marcou 32, sendo que quatro deles decidiram os títulos da equipe. O atacante marcou o único gol da vitória da Inter sobre a Roma, que garantiu o sexto título da Copa da Itália, o gol da vitória por 1–0 sobre o Siena, que coroou o quinto Scudetto consecutivo da Inter e os dois da vitória por 2–0 sobre o Bayern de Munique, na final da Liga dos Campeões. No dia 26 de agosto de 2010, Milito foi eleito o melhor atacante e melhor jogador do futebol europeu na temporada 2009–10. Ele recebeu o prêmio na cerimônia de sorteio dos grupos da Liga dos Campeões 2010–11. Marcou também um gol na importante vitória por 3–1 sobre o Barcelona, em jogo válido pela semifinal da Liga dos Campeões.
Ainda em 2010, foi campeão do Mundial de Clubes da FIFA. Era esperada uma inédita final contra o Internacional, mas a equipe brasileira foi eliminada pelo Mazembe. Na final, a Inter venceu facilmente o Mazembe por 3–0.
Na temporada 2010–11, porém, Milito foi muito prejudicado por lesões e não pôde repetir o excelente futebol apresentado na temporada anterior. O jogador marcou mais um importante gol no dia 29 de maio de 2011, na decisão da Copa da Itália, dessa vez contra o Palermo. Aos 39 do segundo tempo, o argentino fechou o placar em 3–1 e garantiu o título dos Nerazzurri.

### Retorno ao Racing
Em junho de 2014, após deixar a Internazionale, acertou seu retorno ao Racing de Avellaneda. Recebeu a braçadeira de capitão e foi decisivo na conquista do Campeonato Argentino, seu segundo título nacional pelo clube.
Realizou seu último jogo pelo Racing no dia 21 de maio de 2016, marcando de pênalti na vitória por 2–0 sobre o Temperley. No dia seguinte anunciou sua aposentadoria.

## Seleção Nacional

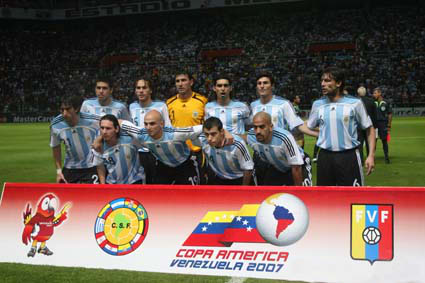
Diego Milito (agachado à esquerda) pela Argentina na Copa América de 2007

Entre 2003 e 2011, representou a Seleção Argentina em 25 oportunidades, marcando apenas quatro gols. Disputou três torneios pela Seleção, mas acabou sendo reserva em todos: na Copa América de 2007, apesar de começar na reserva do experiente Hernán Crespo, atuou em duas partidas e marcou um gol. Três anos depois, na Copa do Mundo FIFA de 2010, o técnico Diego Maradona optou por Gonzalo Higuaín na equipe titular, mesmo quando Milito vivia o seu melhor momento. Sua última competição pela Albiceleste foi a Copa América de 2011, mas o jogador permaneceu na reserva de Sergio Agüero e não atuou em nenhuma partida.

## Estatísticas
Atualizadas até 3 de novembro de 2012

### Clubes
| Clube             | Temporada         | Campeonato nacional | Campeonato nacional | Copa nacional | Copa nacional | Competições continentais¹ | Competições continentais¹ | Outros² | Outros² | Total | Total |
| Clube             | Temporada         | Jogos               | Gols                | Jogos         | Gols          | Jogos                     | Gols                      | Jogos   | Gols    | Jogos | Gols  |
| ----------------- | ----------------- | ------------------- | ------------------- | ------------- | ------------- | ------------------------- | ------------------------- | ------- | ------- | ----- | ----- |
| Racing            | 1999–00           | 11                  | 1                   | —             | —             | —                         | —                         | —       | —       | 11    | 1     |
| Racing            | 2000–01           | 35                  | 2                   | —             | —             | —                         | —                         | —       | —       | 35    | 2     |
| Racing            | 2001–02           | 38                  | 9                   | —             | —             | —                         | —                         | —       | —       | 38    | 9     |
| Racing            | 2002–03           | 35                  | 14                  | —             | —             | 11                        | 3                         | —       | —       | 46    | 17    |
| Racing            | 2003–04           | 18                  | 8                   | —             | —             | —                         | —                         | —       | —       | 18    | 8     |
| Racing            | Total             | 137                 | 34                  | 0             | 0             | 11                        | 3                         | 0       | 0       | 148   | 37    |
| Genoa             | 2003–04           | 20                  | 12                  | -             | 0             | —                         | —                         | —       | —       | 20    | 12    |
| Genoa             | 2004–05           | 39                  | 21                  | 3             | 1             | —                         | —                         | —       | —       | 42    | 22    |
| Genoa             | Total             | 59                  | 33                  | 3             | 1             | 0                         | 0                         | 0       | 0       | 62    | 34    |
| Zaragoza          | 2005–06           | 36                  | 15                  | 8             | 6             | —                         | —                         | —       | —       | 44    | 21    |
| Zaragoza          | 2006–07           | 37                  | 23                  | 3             | 0             | —                         | —                         | —       | —       | 40    | 23    |
| Zaragoza          | 2007–08           | 35                  | 15                  | 4             | 2             | 2                         | 0                         | —       | —       | 41    | 17    |
| Zaragoza          | Total             | 108                 | 53                  | 15            | 8             | 2                         | 0                         | 0       | 0       | 125   | 61    |
| Genoa             | 2008–09           | 31                  | 24                  | 1             | 2             | —                         | —                         | —       | —       | 32    | 26    |
| Genoa             | Total             | 31                  | 24                  | 1             | 2             | 0                         | 0                         | 0       | 0       | 32    | 26    |
| Internazionale    | 2009–10           | 35                  | 22                  | 5             | 2             | 11                        | 6                         | 1       | 0       | 52    | 30    |
| Internazionale    | 2010–11           | 23                  | 5                   | 3             | 1             | 7                         | 2                         | 1       | 0       | 34    | 8     |
| Internazionale    | 2011–12           | 33                  | 24                  | 1             | 0             | 7                         | 2                         | —       | —       | 41    | 26    |
| Internazionale    | 2012–13           | 11                  | 7                   | 0             | 0             | 5                         | 0                         | —       | —       | 16    | 7     |
| Internazionale    | Total             | 102                 | 58                  | 9             | 3             | 30                        | 10                        | 2       | 0       | 143   | 71    |
| Total na Carreira | Total na Carreira | 437                 | 202                 | 28            | 14            | 43                        | 13                        | 2       | 0       | 510   | 229   |

¹Na categoria Competições continentais estão incluídos jogos da Liga dos Campeões da UEFA, Liga Europa da UEFA, Copa Libertadores, Copa Sul-Americana, Supercopa da UEFA e Mundial de Clubes da FIFA.
²Na categoria Outros estão incluídos jogos da Supercopa da Itália.

### Seleção Argentina
| Ano   |       |      |
| Ano   | Jogos | Gols |
| ----- | ----- | ---- |
| 2003  | 5     | 3    |
| 2004  | 2     | 0    |
| 2005  | 0     | 0    |
| 2006  | 0     | 0    |
| 2007  | 6     | 1    |
| 2008  | 2     | 0    |
| 2009  | 5     | 0    |
| 2010  | 4     | 0    |
| 2011  | 1     | 0    |
| Total | 25    | 4    |

## Títulos
Racing

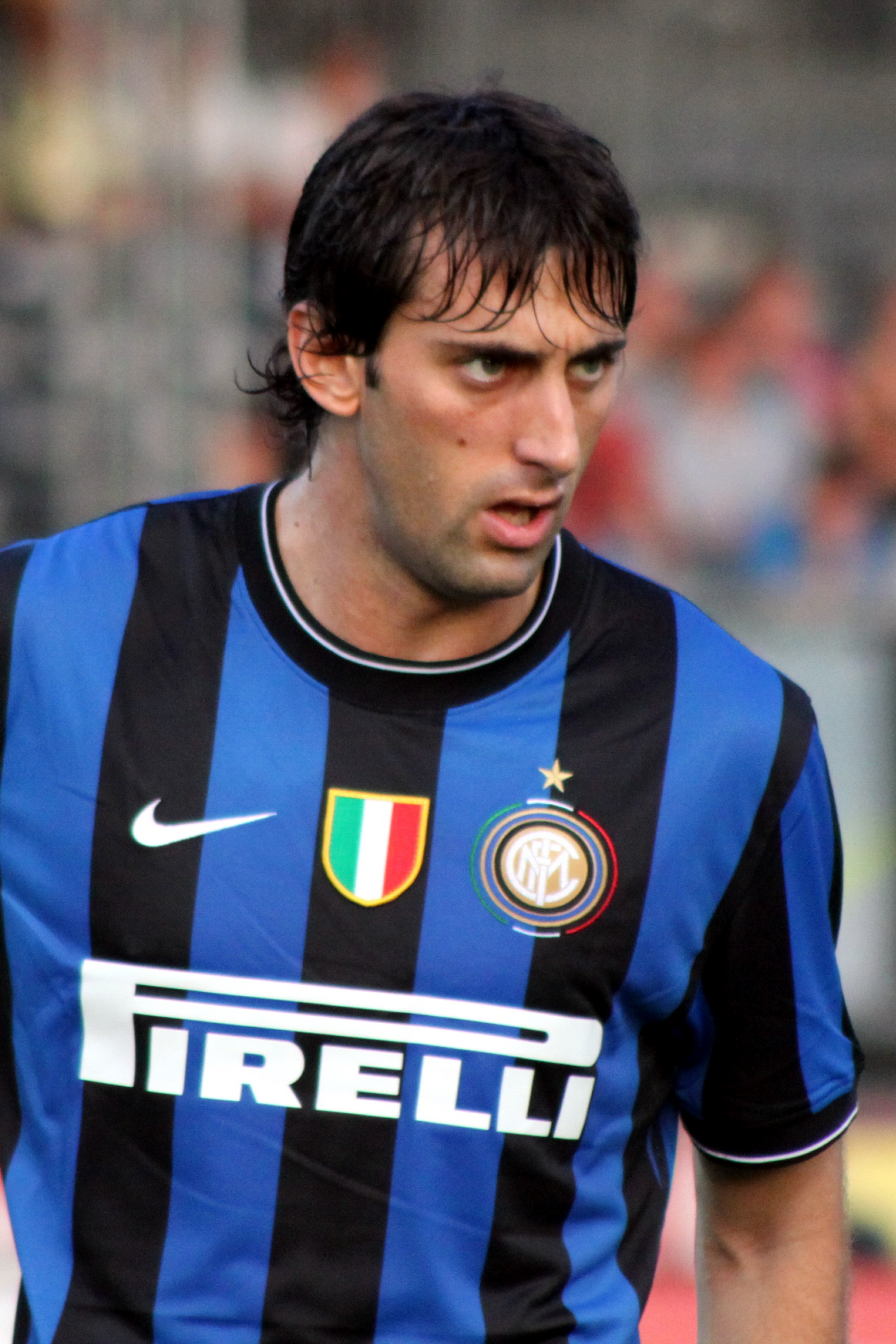
Milito atuando pela Internazionale em 2009

- Campeonato Argentino: 2001 (Apertura) e 2014

Internazionale
- Serie A: 2009–10
- Copa da Itália: 2009–10 e 2010–11
- Liga dos Campeões da UEFA: 2009–10
- Supercopa da Itália: 2010
- Mundial de Clubes da FIFA: 2010

### Prêmios individuais
- Melhor Jogador do Campeonato Italiano: 2008–09 e 2009–10
- Melhor Atacante da UEFA: 2009–10
- Melhor Jogador do Futebol Italiano: 2009–10
- Melhor Jogador Estrangeiro do Futebol Italiano: 2009–10
- Melhor Jogador da final da Liga dos Campeões da UEFA: 2009–10
- Melhor Jogador de Clubes da UEFA: 2009–10